# Echeveria hyalina
Echeveria hyalina es una planta suculenta que habita las montañas en ciertas partes del centro de México. Se puede encontrarla fuera de esta región como planta de jardín. Los cultivadores aprecian su forma compacta de roseta, sus hojas de color verde grisáceo y su facilidad de cuidado. Se han desarrollado diversas formas hortícolas que alteran la apariencia natural de la planta.

## Hábitat
En su estado silvestre, Echeveria hyalina crece en laderas rocosas de bosques de encino y coníferas, y en praderas subalpinas, a elevaciones entre 1800 y 3400 metros (5900 a 11,150 pies).

## Taxonomía
En 2025, Plants of the World Online consideró el nombre Echeveria simulans como sinónimo de Echeveria hyalina.  Sin embargo, GBIF, igualmente acreditado, aceptó ambos nombres, Echeveria hyalina y Echeveria simulans. El sitio web iNaturalist también reconoció los dos taxones como separados. 
 Otros recursos expresan diversas opiniones. Si bien los taxones se consideran separados, ambos se encuentran solo en México, pero muestran diferentes áreas de distribución.

## Distribución
Si bien se considera distinta de la Echeveria simulans, la Echeveria hyalina se encuentra de forma natural solo en las montañas centrales de los estados mexicanos de Guanajuato, Hidalgo y Querétaro.